# Сатори (фольклор)

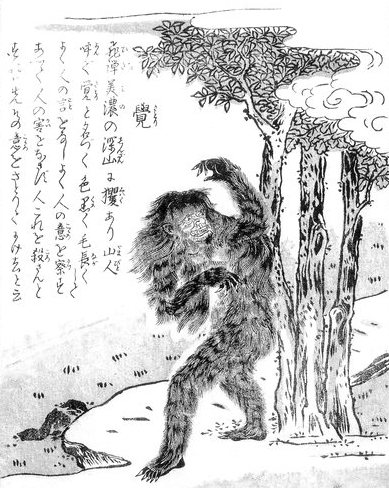
Изображение сатори в книге «Konjaku Gazu Zoku Hyakki»

Сатори (яп. 覚) — сверхъестественное существо в японском фольклоре. Обитает в горах, может читать мысли. В гоминидной форме подбирается к путникам и громко озвучивает их мысли. Для противостояния сатори нужно очистить разум от мыслей — при этом существо может заскучать и уйти, либо убежать в страхе, а иногда даже погибнуть.